# Katy (namn)

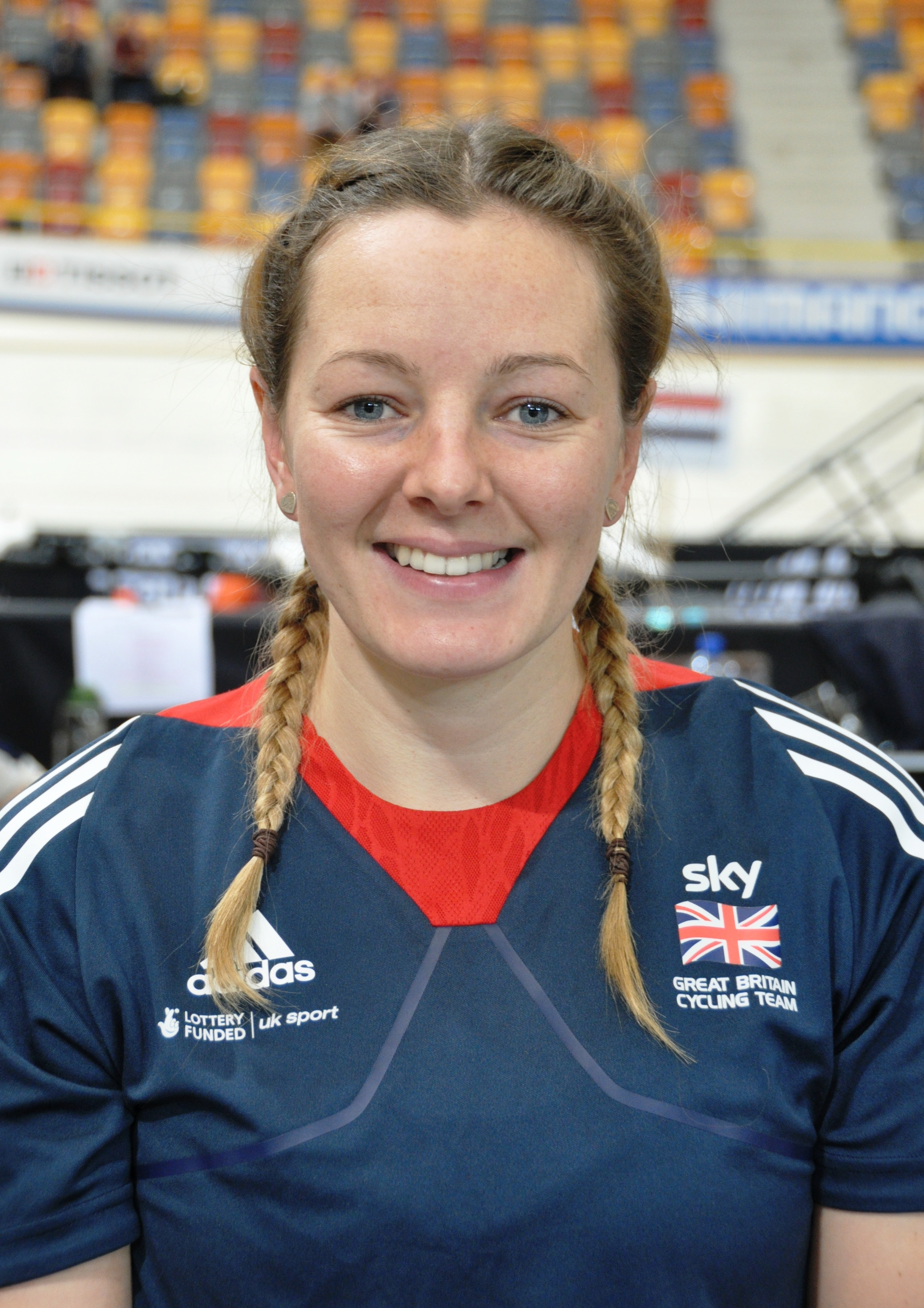
Katy Marchant, 2016.

Katy är ett namn.

## Personer med namnet
- Katy Bødtger (1932–2017), en dansk sångerska
- Katy Gyllström (1933–), en finländsk konstnär
- Katy Jurado (1924–2002), en mexikansk-amerikansk skådespelerska
- Katy Marchant (1993–), en brittisk tävlingscyklist
- Katy Perry (1984–), en amerikansk singer-songwriter
- Katy Steding (1967–), en amerikansk basketspelare
- Katy Tur (1983–), en amerikansk tevejournalist